# 乙酸环己酯
乙酸环己酯（英語：cyclohexyl acetate）是一种有机化合物，化学式C8H14O2，可见于芒果树、爪哇凤果、大豆等物种。